# The Addams Family 2
The Addams Family 2 (Nederlandse titel: The Addams Family op avontuur) is een Amerikaans-Canadese computer-geanimeerde roadmovie en zwarte komediefilm uit 2021, geregisseerd door Greg Tiernan en Conrad Vernon. De film is het vervolg op The Addams Family uit 2019 en gebaseerd op de personages van Charles Addams. De stemmen worden vertolkt door Oscar Isaac, Charlize Theron, Chloë Grace Moretz, Javon Walton, Nick Kroll, Snoop Dogg, Bette Midler, Conrad Vernon, Bill Hader en Wallace Shawn.

## Verhaal
Morticia en Gomez zijn radeloos dat hun kinderen opgroeien, familiediners overslaan en volledig worden verteerd door "scream time". Om hun band terug te winnen, besluiten ze Wednesday, Pugsley, Uncle Fester en de bemanning in hun spookachtige camper te proppen en op pad te gaan voor een laatste ellendige familievakantie. Hun avontuur door Amerika haalt hen uit hun element en in hilarische ontmoetingen met hun iconische neef, Itt, evenals vele nieuwe gekke personages.

## Stemverdeling
| Personage        | Originele stem     | Nederlandse stem    |
| ---------------- | ------------------ | ------------------- |
| Gomez Addams     | Oscar Isaac        | Paul Groot          |
| Morticia Addams  | Charlize Theron    | Monic Hendrickx     |
| Wednesday Addams | Chloë Grace Moretz | Vajèn van den Bosch |
| Pugsley Addams   | Javon Walton       | Roman Derwig        |
| Fester Addams    | Nick Kroll         | Cees Geel           |
| Neef Itt         | Snoop Dogg         |                     |
| Oma Addams       | Bette Midler       | Lenette van Dongen  |
| Lurch            | Conrad Vernon      | Carel Struycken     |
| Cyrus Strange    | Bill Hader         | Jacob Derwig        |
| Mr. Mustela      | Wallace Shawn      | Arjan Ederveen      |
| Ophelia          | Cherami Leigh      | Stefania            |

## Release
De film werd op 1 oktober 2021 in de bioscoop uitgebracht in de Verenigde Staten door United Artists Releasing, gevolgd door een internationale release door Universal Pictures.

## Ontvangst
De film ontving over het algemeen negatieve recensies van critici, die de humor en het verhaal bekritiseerden. Op Rotten Tomatoes heeft The Addams Family 2 een waarde van 30% en een gemiddelde score van 4,70/10, gebaseerd op 100 recensies. Op Metacritic heeft de film een gemiddelde score van 37/100, gebaseerd op 23 recensies.